# Svenska samernas idrottsförbund
Svenska samernas idrottsförbund, SSIF, bildades 1948.
Den samiska idrottsrörelsens organisationsrötter går tillbaka till slutet på 1940-talet och de årliga skidtävlingarna som arrangerades av de samiska eleverna på Samernas folkhögskola i Jokkmokk. Så småningom bildades Svenska samernas skidförbund, som från början hade som uppgift att få till stånd årliga mästerskapstävlingar i skidåkning och "renskötarkombination" omfattande längdåkning, lassokastning och skytte.
Svenska samernas idrottsförbund är resultatet av en utveckling som inleddes i början på 1980-talet med årliga sommarmästerskap förutom de traditionella samiska vinterspelen. Senare har verksamheten breddats ytterliga med fotboll och alpin skidsport på programmet. 